# Fleurs du mal (chanson)
Pistes de Besoin
Ouragan Dis tout bas Dis
Fleurs du mal est le single de la chanteuse et princesse  monégasque Stéphanie sorti en janvier 1987 en France. C'est le troisième single de l'album Besoin, sa face B est la chanson Rendez-vous.
Sur l'album Besoin, cette ballade est intitulée Fleur du Mal (à Paul). La chanson est dédiée à l'ex-petit ami de Stéphanie, Paul Belmondo.
En douzième position sur l'album, la chanson a figuré également en version anglaise avec pour titre I'm Waiting For You.

## Support
- 45 Tours single

A. "Fleurs du mal" - 3:57
B. "Rendez-vous" - 4:21

## Positions dans lescharts
- France[2] : classé du 17 janvier 1987 au 4 avril 1987 et un retour d'une semaine commençant le 18 avril 1987, soit pendant 13 semaines dans le Top 50. Meilleur classement hebdomadaire : 16 (x 1).

| Semaine    | 1   | 2   | 3   | 4   | 5   | 6   | 7   | 8   | 9   | 10  | 11  | 12  | 13  | 14  |
| ---------- | --- | --- | --- | --- | --- | --- | --- | --- | --- | --- | --- | --- | --- | --- |
| Classement | 37e | 29e | 32e | 31e | 30e | 24e | 28e | 22e | 18e | 16e | 21e | 34e | --- | 50e |